# Unionicola crassipes
Unionicola crassipes ist eine im Süßwasser lebende Art der Milben. Sie ist holarktisch verbreitet.

## Merkmale
Die Körperlänge beträgt etwa 1 mm. Der Körper ist durchscheinend und weich. Die langen Beine sind mit Borsten besetzt. Die elliptischen Eier der Art messen etwa  174 × 141 µm. Eine ähnliche Art ist Unionicola minor. Die beiden Arten kommen häufig gemeinsam im gleichen Lebensraum vor.

## Verbreitung und Lebensraum
Bekannt ist die Art unter anderem aus Nordeuropa, vor allem den Niederlanden, Belgien, Dänemark, Schweden, Norwegen und Finnland, aber auch Teilen Norddeutschlands, Luxemburg und dem Nordosten Frankreichs. Außerhalb Europas gibt es Nachweise aus Japan und dem Südosten Kanadas, im Gebiet der Großen Seen.
Die Art lebt im Wasserraum von sauberen Seen und Teichen. Sie sind an das Vorkommen von Süßwasserschwämmen gebunden, während viele andere Arten der Gattung Mollusken für ihren Lebenszyklus benötigen.

## Lebensweise
Nach der Überwinterung tauchen aktive Weibchen von Unionicola crassipes im Schnitt zwei Wochen früher auf als diejenigen von Unionicola minor. Die ab Anfang März in das Gewebe von Süßwasserschwämmen gelegten Eier entwickeln sich noch innerhalb der Schale zu Prälarven, die schließlich als Larven aus den Schwämmen schlüpfen. Sie leben vorübergehend als Phoreten an den Puppen von Zuckmücken. Wenn die Imagines der Zuckmücken schlüpfen, leben sie eine Weile parasitisch an diesen, bevor sie sich wieder von den Mücken trennen und Süßwasserschwämme aufsuchen, wo sie als Protonymphen leben. Die Deutonymphen verlassen die Schwämme erneut, um für eine Weile räuberisch von Zooplankton zu leben. Die Deutonymphen sind träge und kurzbeinig und entwickeln sich in Schwärmen. Anschließend dringen sie erneut in Süßwasserschwämme ein, um das Stadium der Tritonymphe zu durchleben und zu adulten Milben heranzuwachsen. Die adulten Milben verlassen schließlich die Schwämme, um räuberisch von kleinen Krebstieren, beispielsweise Hüpferlingen zu leben. Sie schweben mit ausgebreiteten Beinen und abgespreizten Dornen im Wasser. Ab und zu legen sie die Dornen an und strampeln sich in die Höhe. Männchen sterben vor dem Winter, während die befruchteten Weibchen im Bodenschlamm überwintern. Die überwinternden Weibchen leben meist nicht länger als bis zum Mai des folgenden Jahres. Die Eier der Art können sich nach der Eiablage auch außerhalb der Schwämme entwickeln. Außerdem wurde auch beobachtet, dass die Eiablage in den Blattachsen von Wasserpest stattfand und es wurden Nymphenstadien in Flussmuscheln gefunden.

## Taxonomie
Die Art wurde 1776 von Otto Friedrich Müller unter dem Namen Hydrachna crassipes erstbeschrieben. Ein weiteres Synonym der Art lautet Atax crassipes (O.F.Müller, 1776).